# شاندور تاریچ
شاندور تاریچ (مجاری: Sándor Tarics; ۲۳ سپتامبر ۱۹۱۳ – ۲۱ مهٔ ۲۰۱۶) بازیکن واترپلو اهل مجارستان بود.